# Verner Johansen
Verner Johansen (født 1927) er en tidligere dansk langdistanceløber. Han løb for Østerbro-klubben Københavns IF.
Han vandt det danske mesterskab i maraton i 1961.

## Danske mesterskaber
- Guld Maraton 2:51.02 (1961)

## Personlige rekorder
- 3000 meter: 8.59,6 (1959)
- 5000 meter: 15.30,8 (1961)
- 10000 meter: 32.38,6 (1957)
- Maraton: 2:51.02 (1961)